# 라이언 스미스 (아이스하키 선수)
라이언 알렉산더 보든 스미스(영어: Ryan Alexander Borden Smyth, 1976년 2월 21일~)는 캐나다의 아이스하키 선수로 포지션은 레프트윙이다. 내셔널 하키 리그(NHL)의 에드먼턴 오일러스에서 대부분의 경력을 보냈으며, 파워 포워드 스타일로 경기를 하는 것으로 유명했다.
청소년 시절에는 웨스턴 하키 리그(WHL)의 무스 조 워리어스에서 3년 동안 뛰었으며, 1993-94 시즌에 105득점을 기록했다. 1994년 NHL 드래프트에서 전체 6위로 에드먼턴 오일러스의 지명을 받았으며, 무스 조 워리어스와 오일러스에서 동시에 선수 생활을 하면서 프로 경력을 시작했다. 그는 계약 협상 결렬로 2007년에 뉴욕 아일런더스로 트레이드되기 전까지 12시즌 동안 에드먼턴 소속으로 활약했으며, 다음 오프시즌에 FA 자격을 얻고 콜로라도 애벌랜치와 5년간의 계약을 맺고 이적했다. 2시즌 후인 2009년 7월에는 로스앤젤레스 킹스로 트레이드되었으며, 2011년 6월에 다시 에드먼턴 오일러스로 트레이드 되며 돌아왔다. 이후 2014년 4월까지 에드먼턴 소속으로 뛰다가 은퇴했다. 그는 NHL에서 19시즌 동안 통산 1270경기에 출전하여 386골, 456어시스트를 기록하였다.
국제 대회에 캐나다 국가대표로 활약했으며, 1995년 세계 주니어 선수권 대회, 2002년 동계 올림픽, 2003년 세계 선수권 대회, 2004년 세계 선수권 대회, 2004년 아이스하키 월드컵에서 금메달을 획득했다. 그는 6번 동안 세계 선수권 대회에 참가하는 캐나다 대표팀 주장(2001~2005, 2010)을 맡으며 "캡틴 캐나다(Captain Canada)"라는 별명을 얻었으며, 올림픽, 세계 선수권 대회, 월드컵, 슈펭글러컵, 세계 주니어 선수권 대회에서 전부 우승한 유일한 캐나다 선수로 명성을 떨쳤다. 2020년에 국제 대회에서의 활약을 바탕으로 국제 아이스하키 연맹 명예의 전당에 헌액되었다.